# ホテル日航大阪
ホテル日航大阪（ホテルにっこうおおさか）は、大阪府大阪市中央区にあるホテル、ならびにこれを運営する企業（株式会社ホテル日航大阪）である。

## 概要
大阪府内初の日本航空系ホテルとして1982年9月に開業した。運営企業はオークラニッコーホテルマネジメント100％出資の「株式会社ホテル日航大阪」。御堂筋に面しており、Osaka Metro（地下鉄）御堂筋線と長堀鶴見緑地線の心斎橋駅の8号出入口に直結している。

## 沿革
- 1980年（昭和55年）
  - 1月 - 「オー・エム・ホテル日航ビル」着工。
  - 12月 - 株式会社ホテル日航大阪 設立。
- 1982年（昭和57年）
  - 8月 - 「オー・エム・ホテル日航ビル」竣工。
  - 9月4日 - ホテル開業。

## アクセス
- 鉄道
  - Osaka Metro（地下鉄）御堂筋線・長堀鶴見緑地線 心斎橋駅8号出入口すぐ
- バス
  - 関西国際空港発リムジンバスあり（関西空港交通・近鉄バス）
- 自動車
  - 阪神高速1号環状線本町出口から約10分